# Сент-Аполлинер (Верхние Альпы)
Сент-Аполлине́р (фр. Saint-Apollinaire, окс. Sant Apolinari) — коммуна во Франции, находится в регионе Прованс — Альпы — Лазурный Берег. Департамент коммуны — Верхние Альпы. Входит в состав кантона Савин-ле-Лак. Округ коммуны — Гап.
Код INSEE коммуны — 05130.

## Население
Население коммуны на 2008 год составляло 113 человек.
| 1962 | 1968 | 1975 | 1982 | 1990 | 1999 | 2008 |
| ---- | ---- | ---- | ---- | ---- | ---- | ---- |
| 59   | 63   | 71   | 63   | 99   | 106  | 113  |

## Экономика
В 2007 году среди 69 человек в трудоспособном возрасте (15—64 лет) 45 были экономически активными, 24 — неактивными (показатель активности — 65,2 %, в 1999 году было 72,9 %). Из 45 активных работали 43 человека (23 мужчины и 20 женщин), безработными были 2 женщины. Среди 24 неактивных 2 человека были учениками или студентами, 15 — пенсионерами, 7 были неактивными по другим причинам.

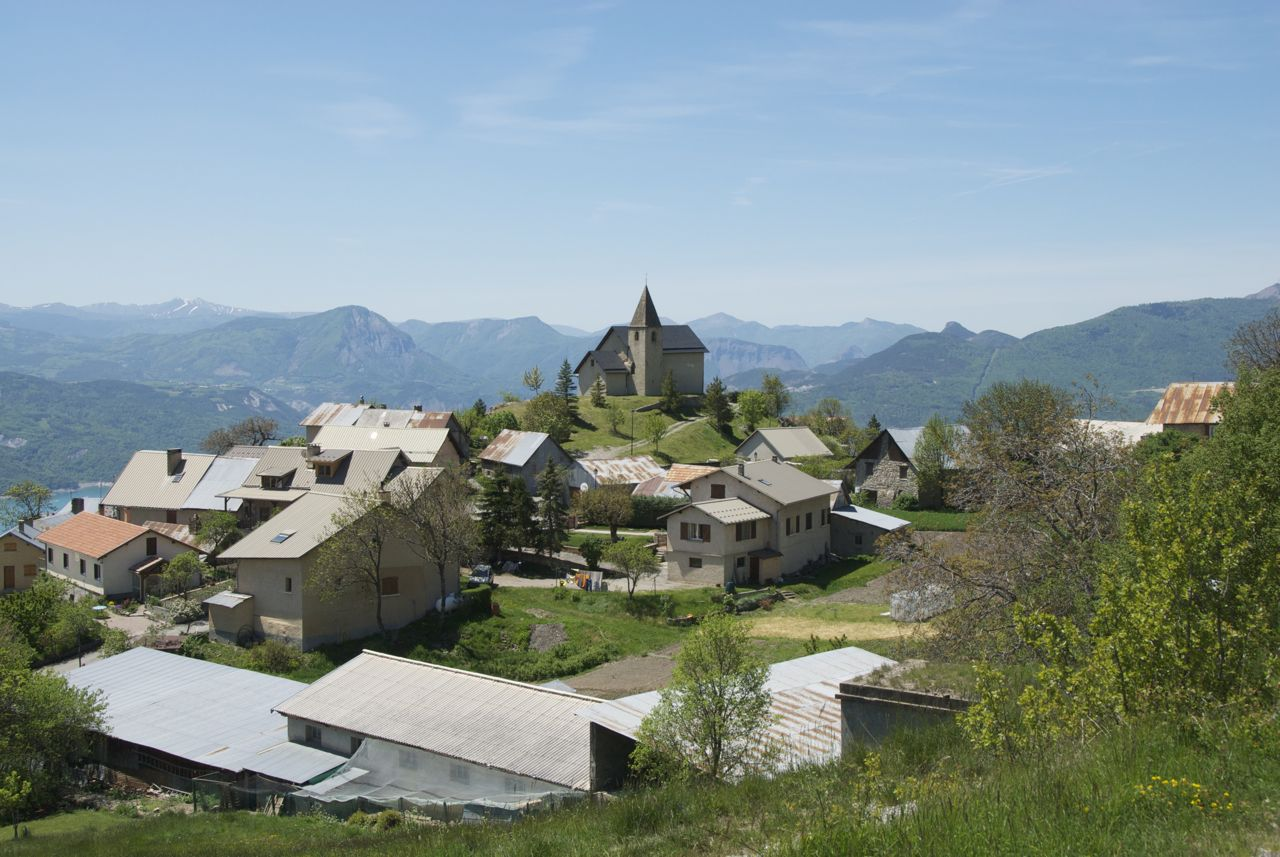
Сент-Аполлинер
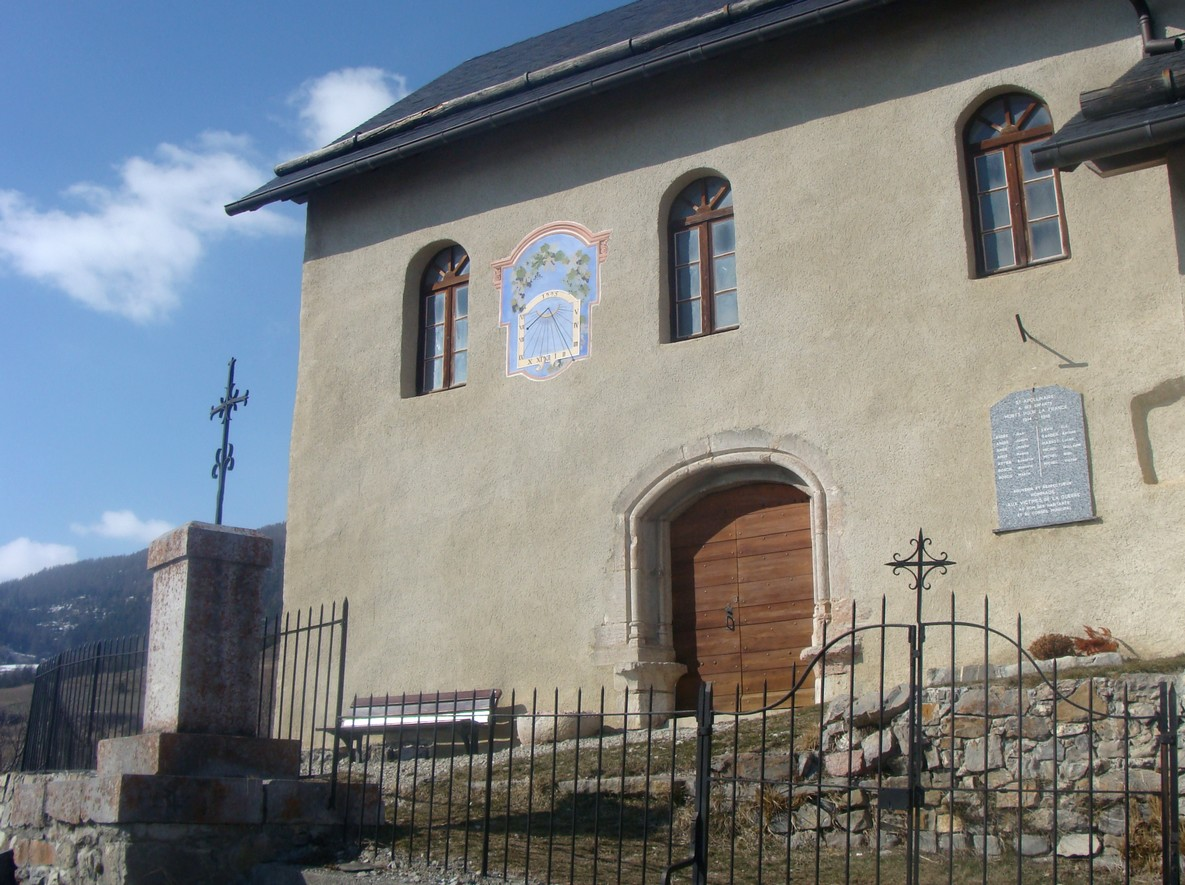
Церковь
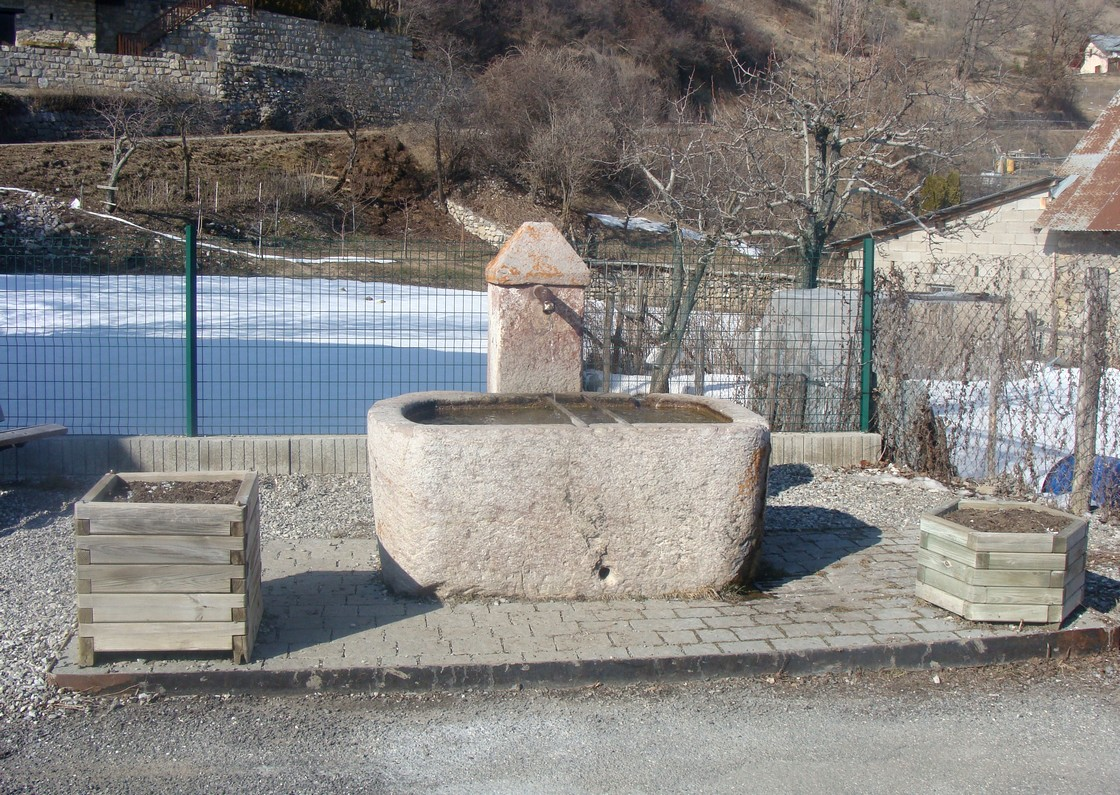
Общественный бювет
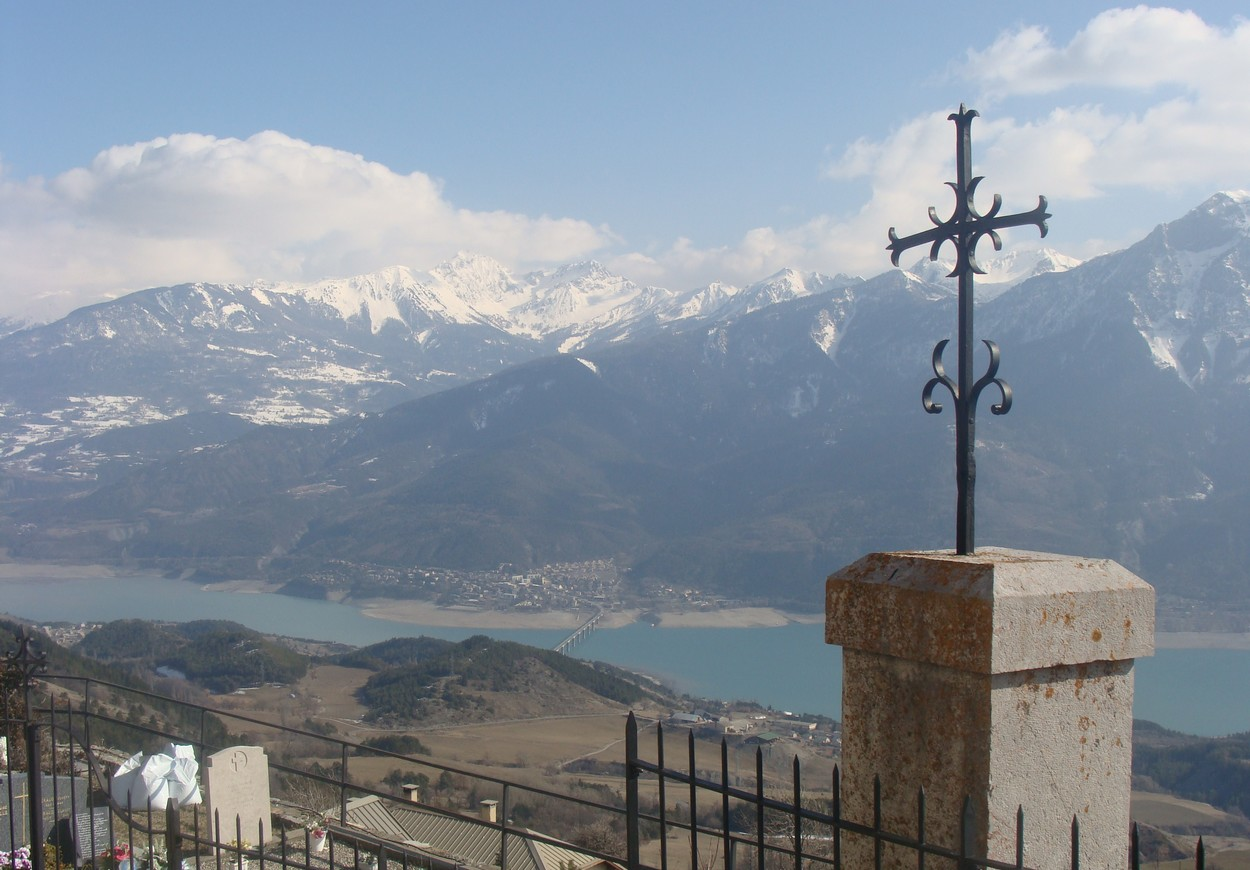
Вид на Савин-ле-Лак, озеро и горы